# ザック・アンドリュース
ザック・アンドリュース（Zachary Leon  Andrews、1985年3月9日 - ）は、アメリカ合衆国出身のプロバスケットボール選手。ポジションはセンター及びパワーフォワード。背番号21。203cm、102kg。

## 来歴
ユバ短期大学を経てブラッドリー大学でバスケットボール選手としてプレーした。
NBAのサクラメント・キングスよりサマートレーニングキャンプと2007年のトライアウトへ招待されたが、ロースター入りは果たせなかった。
以後、2007年にCosta Urbana Playas de Santa Pola （スペインLEB Silver）、BC Igokea Partizan Aleksandrovac（ボスニア）。2008年、Genc Banvitliler （トルコTB2L）。2008-2009年、Rayet Guadalajara （スペインLEB Bronze）。2009-2010年 CB Penas Huesca （スペインLEB Silver）などに所属した。
2010年、日本プロバスケットボールリーグ（bjリーグ）の新潟アルビレックスBBと契約し、1シーズンプレーした。
新潟退団後、スペインでのプレーを経て2013年に再び日本に戻り、大阪エヴェッサに加入し、1シーズンプレーした。
2016年8月、アースフレンズ東京Zと契約。登録名はザッカリー・アンドリュース。2016年9月24日のリーグ開幕以降18試合に出場し、1試合平均11.4得点、11.8リバウンドの記録を残したが、11月30日にチームはアンドリュースとの契約を解除した。

## 人物
- 親に捨てられて高校時代はすさんだ生活をしていた。ユバ短大のヘッドコーチに才能を見出されてブラッドリー大学へと進みバスケットボール選手としての才能を開花させている[3]。
- 東日本大震災を受けて一時帰国をしていたが、再来日した[4]。

## 個人成績
| シーズン | チーム | GP | GS | MPG  | FG%  | 3P%  | FT%  | RPG  | APG | SPG | BPG | TO  | PPG  |
| -------- | ------ | -- | -- | ---- | ---- | ---- | ---- | ---- | --- | --- | --- | --- | ---- |
| 2010-11  | 新潟   | 38 | 29 | 25.3 | 65.8 | 0.0  | 43.0 | 11.3 | 0.8 | 1.5 | 0.8 | 2.3 | 11.5 |
| 2013-14  | 大阪   | 52 | 0  | 22.0 | 55.2 | 0.0  | 43.9 | 7.7  | 0.7 | 1.3 | 0.8 | 1.4 | 9.8  |
| 2016-17  | 東京Z  | 18 | 14 | 30.8 | 50.9 | 30.8 | 54.0 | 11.8 | 1.8 | 1.7 | 1.3 | 2.1 | 11.4 |